# Wavrechain-sous-Faulx
Wavrechain-sous-Faulx település Franciaországban, Nord megyében. Lakosainak száma 432 fő (2022. január 1.). Wavrechain-sous-Faulx Mastaing, Bouchain, Marquette-en-Ostrevant, Paillencourt és Wasnes-au-Bac községekkel határos.

## Népesség
A település népessége az elmúlt években az alábbi módon változott:
| Lakosok száma | 372  | 359  | 374  | 386  | 399  | 409  | 419  | 424  | 432  |
|               | 2013 | 2015 | 2016 | 2017 | 2018 | 2019 | 2020 | 2021 | 2022 |